# Fissilicreagris
Fissilicreagris es un género de pseudoscorpiones de la familia Neobisiidae.  Se distribuye por California en Estados Unidos.

## Especies
Según Pseudoscorpions of the World 1.2::
- Fissilicreagris chamberlini (Beier, 1931)
- Fissilicreagris imperialis (Muchmore, 1969)
- Fissilicreagris macilenta (Simon, 1878)
- Fissilicreagris sanjosei Ćurčić, Dimitrijević, Makarov & Lučić, 1994

## Publicación original
- Ćurčić, 1984: A revision of some North American species of Microcreagris Balzan, 1892 (Arachnida : Pseudoscorpiones : Neobisiidae). Bulletin of the British Arachnological Society, vol. 6, n.º 4, pp. 149-166.